# Glenwood Bay
Glenwood Bay – zatoka (ang. bay) w kanadyjskiej prowincji Nowa Szkocja, w hrabstwie Yarmouth, w zachodniej części rzeki Argyle River; nazwa urzędowo zatwierdzona 16 lipca 1974.